# Vřesovice (district de Hodonín)
Pour les articles homonymes, voir Vřesovice.
Vřesovice (en allemand : Wresowitz) est une commune du district de Hodonín, dans la région de Moravie-du-Sud, en République tchèque. Sa population s'élevait à 586 habitants en 2020.

## Géographie
Vřesovice se trouve à 9 km au nord-est de Kyjov, à 24 km au nord-nord-est de Hodonín, à 47 km à l'est-sud-est de Brno et à 231 km au sud-est de Prague.
La commune est limitée par Moravany au nord, par Osvětimany à l'est, par Labuty au sud et par Hýsly à l'ouest.

## Histoire
La première mention écrite de la localité date de 1358.